# Leroy Burrell
Leroy Russell Burrell (Filadelfia, 21 febbraio 1967) è un ex velocista statunitense, due volte primatista mondiale dei 100 metri piani.
Con la staffetta 4×100 metri statunitense ha conquistato una medaglia d'oro olimpica (Barcellona 1992) e due medaglie d'oro mondiali (Tokyo 1991 e Stoccarda 1993), mentre a livello individuale il suo più importante successo è stato l'argento vinto sui 100 m piani ai Mondiali di Tokyo 1991.

## Biografia

### Primi anni
Burrell nacque a Filadelfia e crebbe a Lansdowne, in Pennsylvania, frequentando la Penn Wood High School. Fin dai primi anni ha sofferto di disturbi alla vista, accentuati da un incidente ad un occhio patito durante l'infanzia. Nell'attività sportiva, soprattutto quella di squadra, non riusciva particolarmente bene a causa dei suoi problemi visivi; tuttavia scoprì ben presto il suo talento nella corsa e in particolare nello sprint. Studiò all'Università di Houston eccellendo soprattutto nell'atletica leggera.

### Professionismo
Durante la sua carriera Burrell fu tormentato dagli infortuni e dalla sfortuna, in particolare a ridosso delle importanti manifestazioni sportive. Per i primi anni il suo nome sarà solo un'ombra dietro al fenomeno Carl Lewis che fa incetta di medaglie in tutte le manifestazioni. Nel 1990 Leroy Burrell conquista gli onori della cronaca vincendo i 100 metri piani ai Goodwill Games di Seattle concludendo la gara davanti al suo amico e rivale Lewis. Da segnalare, nello stesso anno, il sensazionale 19"61 ottenuto da Burrell a College Station sui 200 m piani, che tuttavia non fu omologato come nuovo record mondiale a causa dell'eccessivo vento a favore (+4,0 m/s).

#### 1991: i Mondiali di Tokyo
Nel 1991 si qualifica ai Mondiali di Tokyo e poco prima della competizione mondiale stabilisce il record mondiale dei 100 metri piani con il tempo di 9"90 a New York. Questa prestazione lo rende per la prima volta il favorito della competizione. Vince la sua batteria, i quarti di finale e poi la semifinale correndo in scioltezza in 9"94, seconda prestazione delle semifinali dopo il 9"93 di Lewis.
La finale è ricordata come la più veloce gara sui 100 m piani mai corsa fino ad allora: Burrell corre in uno stratosferico 9"88 migliorando il suo record, che però non è sufficiente a garantirgli l'oro perché Carl Lewis conferma la sua classe correndo in 9"86, nuovo record mondiale della specialità. Terzo l'altro statunitense Dennis Mitchell con 9"91, poi il britannico Linford Christie che registrò il record europeo con 9"92, arrivando tuttavia solo quarto; da segnalare che anche Frank Fredericks e Ray Stewart corsero in meno di 10 secondi (9"95 e 9"96).
In quella edizione dei mondiali vinse l'oro nella staffetta 4×100 m stabilendo anche il record mondiale in 37"50 con la squadra statunitense composta dall'intero podio dei 100 m piani individuali (Lewis, Burrell, Mitchell) e da Andre Cason.

#### 1992: i Giochi olimpici di Barcellona
Nel 1992 il trentunenne Carl Lewis non riesce a qualificarsi nei 100 m piani per i Giochi olimpici di Barcellona, questo rende Burrell il principale candidato alla medaglia d'oro e lo stesso Lewis dichiara che Burrell è il favorito per succedergli sul trono olimpico dello sprint. Tuttavia il giorno della finale Burrell commette una falsa partenza al primo sparo e al secondo start non rischia, parte lento e finisce solo al quinto posto lasciando l'oro al britannico Christie. Come ai mondiali dell'anno prima vince l'oro nella staffetta con il primato mondiale, correndo in 37"40.

#### Gli anni successivi
Negli anni a seguire Burrell inizia una lenta decadenza che ha come unica luce il nuovo record mondiale da lui stabilito a Losanna con 9"85 e migliorato due anni dopo, ai Giochi olimpici di Atlanta, dal canadese Donovan Bailey. Riuscirà anche ad eguagliare il primato mondiale nella staffetta 4×100 m.
Si ritira definitivamente nel 1998 e da allora è il coach della squadra di atletica dell'Università di Houston.

### Vita privata
Leroy Burrell è sposato con la collega velocista Michelle Finn dal 1994, la coppia ha due figli. Anche Dawn Burrell, sorella minore di Leroy, è stata un'atleta di alto livello.

## Record nazionali

### Seniores
- Staffetta 4×200 metri: 1'18"68 ( Walnut, 17 aprile 1994) (Michael Marsh, Leroy Burrell, Floyd Heard, Carl Lewis)

## Palmarès
| Anno | Manifestazione  | Sede       | Evento      | Risultato        | Prestazione | Note                          |
| ---- | --------------- | ---------- | ----------- | ---------------- | ----------- | ----------------------------- |
| 1991 | Mondiali        | Tokyo      | 100 m piani | Argento          | 9"88        | Miglior prestazione personale |
| 1991 | Mondiali        | Tokyo      | 200 m piani | Quarti di finale | 21"21       |                               |
| 1991 | Mondiali        | Tokyo      | 4×100 m     | Oro              | 37"50       | Record mondiale               |
| 1992 | Giochi olimpici | Barcellona | 100 m piani | 5º               | 10"10       |                               |
| 1992 | Giochi olimpici | Barcellona | 4×100 m     | Oro              | 37"40       | Record mondiale               |
| 1993 | Mondiali        | Stoccarda  | 4×100 m     | Oro              | 37"48       |                               |

## Altre competizioni internazionali
1993
- Oro alla Grand Prix Final ( Londra), 100 m piani - 10"28

1994
- Oro all'Athletissima ( Losanna), 100 m piani - 9"85

## Riconoscimenti
- Sportivo mondiale dell'anno de La Gazzetta dello Sport (1994)